# 波納里河

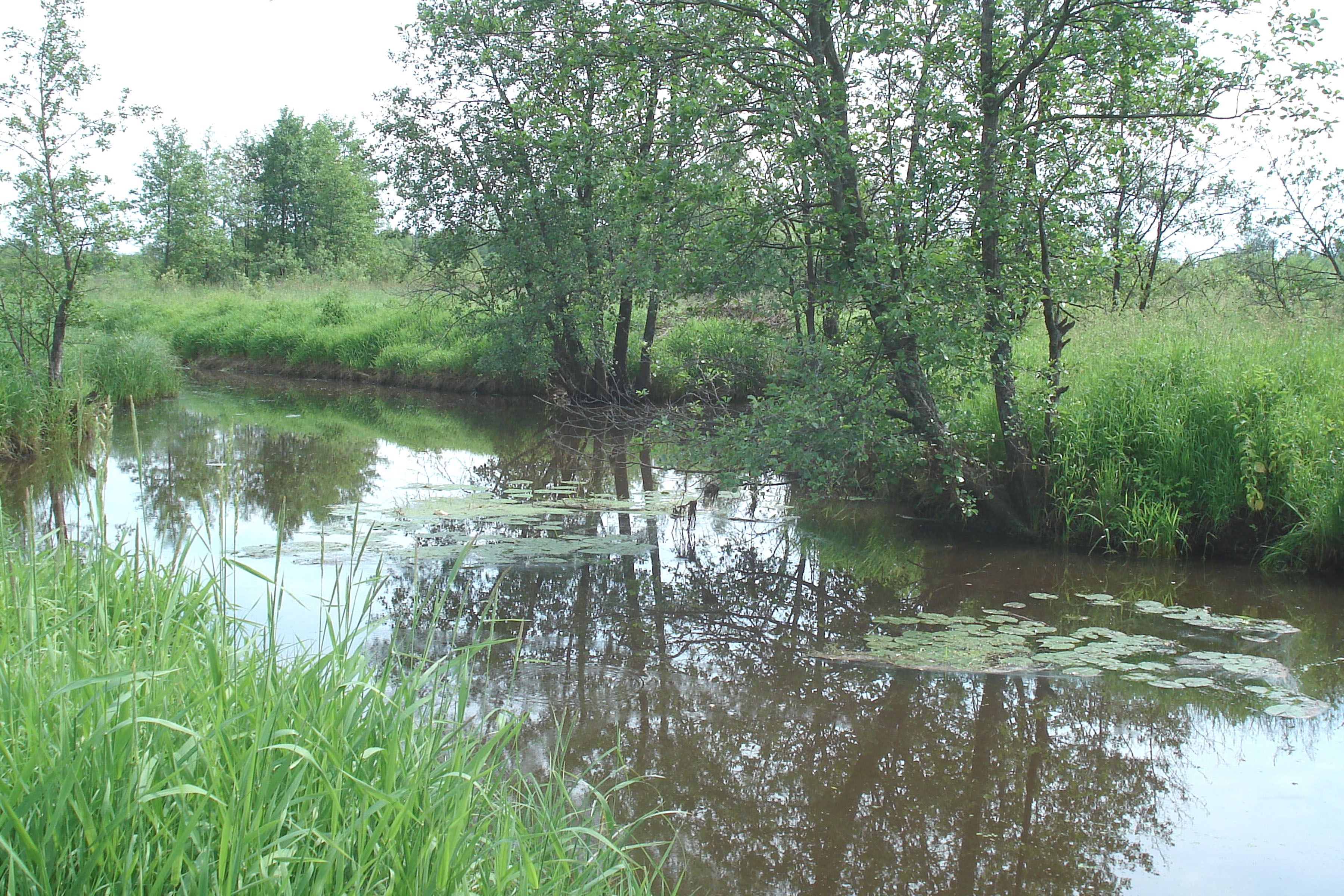
波納里河

波納里河是俄羅斯的河流，位於莫斯科州內，屬於涅爾斯卡亞河的右支流，在庫羅夫斯科耶東北5公里注入涅爾斯卡亞河，河道全長22公里，河岸以沼澤為主。